# J. 하워드 마셜 3세
제임스 하워드 마샬 3세(James Howard Marshall III, 1936년 2월 6일 ~ )은 미국의 기업인이다. 석유 재벌 제임스 하워드 마샬의 아들이다. 캘리포니아주에서 전자 회사와 에너지 회사의 오너로 활동하였다.
그는 아버지 제임사 하워드 마샬이 창업한 마샬 석유회사의 주주이자 이사회의 멤버였다. 그러나 그는 코흐 산업을 인수하려다가 실패했고, 아버지 제임스 하워드 마샬에 의해 상속권을 박탈당했다. 다만 제임스 하워드 3세의 어머니에게 매달 10만 달러의 수당을 주기로 했다. 한편 아버지 제임스 하워드 마샬이 죽자 그는 아버지는 자신의 동생 에버렛 피어스 마샬을 박탈하기로 했다고 주장, 유산 상속 소송을 제기했다.
한편 2001년 텍사스 법원의 유언 검인 배심원단은 제임스 하워드의 유언이 유효하다고 보고, 악의적인 사기가 아니고 에버렛 피어스 마샬이 불법행위를 저지르지 않은 이상 그와 안나 니콜 스미스에게는 각각 16억 달러의 유산을 분배하라는 판결을 내렸다.
캘리포니아주 몬로비아의 MDH 전자회사의 회장 겸 소유자이기도 하다.

## 같이 보기
- 마샬 석유회사
- 코흐 산업
- 제임스 하워드 마샬
- 에버렛 피어스 마샬
- 안나 니콜 스미스

## 참조
1. ↑  “Anna Nicole Smith Loses Court Battle Over Spouse's Estate”. New York Times. 2001년 3월 8일. 2010년 10월 24일에 확인함.